# Pizza Meter
Pizza Meter és un terme utilitzat per descriure com l'augment de les comandes de pizza a les oficines del govern dels Estats Units, com la Casa Blanca i el Pentàgon, pot ser indicatiu d'esdeveniments polítics o militars importants. El concepte es basa en observacions empíriques i ha estat esmentat en diversos mitjans com un possible predictor de crisi.
El fenomen forma part d'un conjunt més ampli de mètodes d'intel·ligència no convencionals, agrupats en diverses subcategories d'⁣intel·ligència de codi obert (OSINT).

## Origen i desenvolupament
La idea que un augment de les comandes de pizza podria indicar una activitat governamental significativa va sorgir per primera vegada durant la Guerra Freda, quan es va observar que grans volums de lliuraments de pizza a instal·lacions clau com la Central Intelligence Agency i el Departament d'Estat dels Estats Units coincidien amb moments internacionals de crisi. Es creu que els funcionaris soviètics van controlar aquestes ordres com a indicadors dels moviments estratègics nord-americans.
Aquest fenomen va ser descrit amb detall per Mark M. Lowenthal, expert en intel·ligència i seguretat nacional, al seu llibre Intelligence: From the Secrets of Politics. Lowenthal introdueix el terme 'PIZZINT' (Pizza Intelligence), dins del marc més ampli d''OSINT" (Open-Source Intelligence), que fa referència a l'anàlisi de la informació disponible públicament.

### Origen del terme "Pizza Meter"
Frank Meeks, el propietari de la franquícia Domino's amb 45 restaurants a Washington, DC. va començar a notar un augment de les comandes de pizza a les oficines del govern dels EUA (com ara el Pentàgon) just abans d'un important anunci de la Casa Blanca. El públic va batejar el fenomen com a "Pizza Meter". Tot i això, poc després de la divulgació de la informació, les oficines governamentals van deixar de comprar pizza d'una sola vegada a Domino's a Washington, DC, i van començar a comprar pizza en diferents moments o en diferents pizzeries.

## Incidències notables
Just abans de la invasió de Grenada de 1983 i la invasió de Panamà de 1989, els lliuraments de pizza de Domino van augmentar dràsticament, amb els lliuraments fets per Domino's just abans de la invasió de Panamà augmentant un 25%.
La nit de l'1 d'agost de 1990, la vigília de la invasió iraquiana de Kuwait, el personal militar del Pentàgon es va reunir per discutir qüestions a l'Orient Mitjà. Com que tenien previst quedar-se tota la nit discutint, van demanar a Domino's diverses pizzes més de les habituals. En total, es van fer quinze lliuraments de pizza de Domino's aquella nit, amb 101 lliuraments de pizza durant la setmana anterior a la invasió. A més, el mateix dia, entre les 8:00 h pm i 2:00 a.m, es van lliurar cinquanta-cinc pizzes a la Casa Blanca, molt més de les que s'havien demanat normalment.
El 21 d'agost de 1991 es va lliurar un nombre rècord de pizzes al Pentàgon i a la Casa Blanca, enmig de l'⁣intent de cop soviètic de 1991. Aquest incident va superar el rècord anterior durant la invasió de Kuwait, cosa que suggereix que l'augment de les comandes de pizza pot reflectir la preparació per a la gestió de crisi.
El 17 de novembre de 1995, durant el primer dels tancaments del govern federal dels Estats Units de 1995-1996, va ser la "nit de pizza" per a Monica Lewinsky i el president Bill Clinton, segons el diari de Lewinsky; com a interna no remunerada, Lewinsky treballava a la Casa Blanca perquè altres empleats havien estat acomiadats. Anys més tard, la parella entre Clinton i Lewinsky acabaria provocant l'⁣escàndol Clinton-Lewinsky.
El 13 d'abril de 2024, l'Iran va llançar un atac amb drons i míssils contra Israel, en represàlia per un atac israelià a un annex del consolat iranià a Síria l'1 d'abril. Aquella nit, es va observar un augment inusual de les comandes de pizzes als Estats Units, especialment a les cadenes situades a prop d'importants seus del govern com el Pentàgon i la Casa Blanca.
Aquest augment va coincidir amb la saturació d'activitat a les pizzeries locals, segons informà a Twitter l'usuari @donald_PL_. L'usuari va compartir captures de pantalla de Google Maps que mostraven una activitat elevada a les ubicacions de Papa John's i Extreme Pizza a Washington, DC, al voltant de les 6:00. pm hora local, coincidint amb el moment de l'atac de l'Iran a Israel. Aquest usuari va descriure el "Pizza Meter" com un indicador que "avalua la implicació dels Estats Units en les crisis globals en funció de la presència a les pizzeries locals".

## Impacte i conseqüències
El "Medidor de pizza" s'ha fet referència en diversos articles de notícies com un instrument útil per predir crisis. Els informes que examinen la relació entre les comandes de pizza i els esdeveniments de crisi han tingut un impacte cultural i operatiu en les agències governamentals. Per exemple, el Pentàgon ha ajustat les seves opcions d'alimentació internes per incloure cadenes de menjar ràpid, capaces d'oferir servei durant hores prolongades, en resposta a la necessitat de menjar disponible durant les emergències nocturnes. Segons Meeks, a causa del fenomen, s'han utilitzat amb freqüència noms falsos a l'hora de demanar pizza a la zona de Washington, normalment els de polítics coneguts.